# Búrfell (Grímsnes og Grafningur)

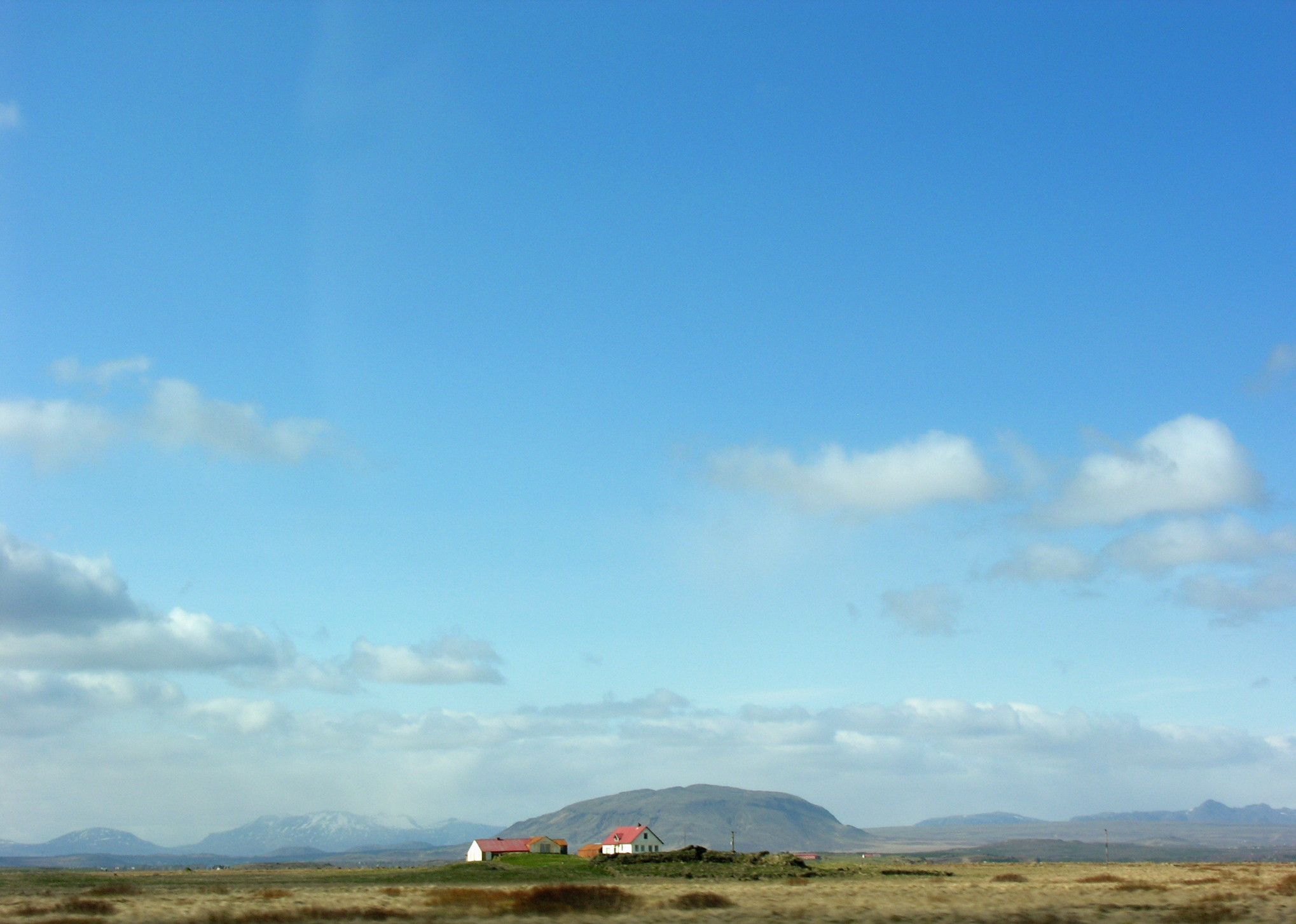
Südlich des Búrfell (Grímsnes), links im Hintergrund Búrfell (Þingvellir) und Botnssúlur

Der Búrfell (í Grímsnesi)  ist ein 534 m hoher erloschener Vulkan aus der Eiszeit in der Gemeinde Grímsnes og Grafningur im Süden Islands. 

## Lage und Charakteristika
Der Berg liegt etwa 4 km östlich des Úlfljótsvatn und ca. 6 km südöstlich des Þingvallavatn.
Der Berg entstand in einer Kaltzeit gegen Ende der vorletzten Eiszeit (Saale-Kaltzeit) und ist ca. 120.000 Jahre alt.
Uneinigkeit besteht bzgl. der Art des vulkanischen Berges. Im Vísindavefurinn der Hochschule von Island wird er als Palagonitberg bezeichnet, Ari Trausti bezeichnet ihn als Tafelvulkan.
Auf dem Gipfelplateau des Berges befindet sich ein kleiner See.

## Name
Der Name Búrfell bedeutet im Deutschen Speisekammerberg. Da es in Island zahlreiche Berge dieses Namens gibt, werden sie durch Beinamen unterschieden.

## Wandern
Ein Wanderweg auf den Berg beginnt südöstlich des Kraftwerkes Ljósafossvirkjun am Fluss Sog.

## Bauernhof
Zu Füßen des Berges steht u. a. ein Bauernhof gleichen Namens.
Lt. Landnahmebuch wohnte dort zu Beginn der Besiedelung von Island ein Mann namens Grímur, der den ganzen heutigen nach ihm benannten Bezirk Grímsnes bis zum See Svínavatn in seinen Besitz nahm.